# Ezio Pecora
Ezio Pecora (Pola, 4 maggio 1925 – Bologna, 8 giugno 1988) è stato un regista, autore televisivo, critico cinematografico e attore teatrale italiano.

## Biografia
Nato a Pola, si trasferì presto a Ferrara per impiegarsi alla Banca d'Italia (1942-59).  Dal 1949 al 1955 fu Presidente del Circolo del Cinema dell'Università degli Studi di Ferrara e collaborò con diverse riviste di cinema presenziando a conferenze e presentazioni di film d'autore in tutta Italia. Il Cineclub di Ferrara aderì alla federazione dei filmaker, allora chiamati cinedilettanti, nei primi anni cinquanta. Le sue prime esperienze sul campo furono proprio in questi anni con gli amici del Cineclub collaborò alla realizzazione di alcuni cortometraggi. In particolare  con Massimo Sani (Incontro sul fiume, 1954; Nozze d'argento, 1956) e Renzo Ragazzi (Testa e croce di Giorgio Piacentini, 1958) che sarebbero rimasti amici e colleghi per la vita.
Fu attivo anche in ambito teatrale, attore e regista del gruppo Lo Zibaldone e del teatro Universitario di Ferrara, dal 1948 al 1959 tra cui: Spirito allegro di Coward, Miracolo di Manzari, La leggenda di ognuno di Ugo von Hofmannsthal, L'assassinio nella cattedrale di Eliot, Bertoldo a corte di Massimo Dursi, Antigone di Jean Anouilh, Le mani sporche di Sartre, Madona Frara di Anonimo ferrarese del Cinquecento. Convinto dalla passione per il cinema nel 1959 si trasferì a Roma, con la moglie Luciana Polacco per dedicarvisi professionalmente. Ha diretto per il cinema alcuni notevoli documentari fra cui Inverno a Goro (1960) e La mano dei poveri (1962), prodotti dalla Documento Film.
Nel 1962 comincia il lavoro in RAI come assistente alla regia, la sua attività proseguì come regista e autore di documentari, biografie, inchieste e programmi per la RAI. Vinse numerosi premi tra cui il premio Salento d'oro per il programma Storia del sud: dall'Unità d'Italia al fascismo, il premio della confederazione degli industriali italiani per una puntata della serie Ritratto di famiglia e il Premio Chianciano della critica radiotelevisiva sempre per la serie Ritratto di famiglia con la seguente motivazione: per l'impegno culturale e la rilevanza sociale che ha portato sul video una vivida ventata di novità anche sul piano espressivo.

## Filmografia parziale
Prima del rapporto professionale con la RAI, o comunque da indipendente, realizzò:

Incontro sul fiume (con Massimo Sani , 1954 - trasmesso in televisione presentato dal critico Gianluigi Rondi), 
Un cuore e una tenaglia (1955, insieme a Piacentini, Santini, Zecchi),
Quattro sedie (1955, film sociale),
Metano minore (1955, insieme a Cavaliere e Malucelli),
Nozze d'argento (1956, insieme a Massimo Sani),
Goro (1956 insieme a Cavaliere),
Prevenzione degli infortuni nelle aziende elettriche (1956, insieme a Schiesari),
Pompeo e le relazioni umane (1957, insieme a Marchetti, Nonato, Schiesari),
Fili spinati (1957, insieme a Piacentini, Santini e Zecchi),
Testa e croce (1958, insieme a Piacentini, Ragazzi, Santini e Zecchi)
Collaborò a L'invito (1957 di Paola Marchetti).

Nel 1961 fu aiuto regista del film Pelle viva di Giuseppe Fina che fu presentato alla XXIII MOSTRA DEL CINEMA DI VENEZIA nel 1962 e vinse il premio JEUNE CRITIQUE al XVIII FESTIVAL DI CANNES (1963).
Tra il 1959 e il 1962 realizza un documentario sulla costruzione della base missilistica di Salto del Quirra in Sardegna.
Nella prima fase della sua carriera di documentarista collaborò con Folco Quilici alla realizzazione di:
- La scoperta dell'Africa (1956, 6 puntate da 1 h),
- Festival delle arti negre (1965-66, 6 puntate da 1 h),
- Atman spiritualità dell'India (1969, 58'),
- Storia dell'Islam (1969-70, 8 puntate da 1h)
- Abruzzo radici lontane (1974).
- Fu autore insieme a Folco Quilici di:
- Teatro negro (1967, 5 puntate),
- Bagnala (1968, 2 puntate),
- Firenze 1000 giorni (3 puntate),
- Etnologia (20 puntate da 30').
- Come regista e autore realizzò molti documentari, tra cui:
- Trattato di pace: vincitori e vinti (1972),
- Problemi e realtà del III Reich (1972, 1h)
- Stalingrado (1972, 1h),
- Sette giorni a Praga (1973, 1h),
- Storia del Sud: dall'Unità d'Italia al fascismo (8 puntate di 30'),
- Ritratto di famiglia (12 programmi dal 1971 al 1975),
- Un pugno di terra (1970, con Fosco Giachetti e altri),
- 200 milioni di anni fa (1975),
- Chi era Antonio Pigafetta? (1979),
- Ricordare e capire: 1969-1982 gli anni di piombo (1983),
- Bruno Maderna, (1983)
- Al di là delle colline (1985, 6 puntate da 45') dedicato alla storia e al possibile futuro dell'agricoltura italiana,
- Foto di una classe (di Enzo Biagi, 9 puntate)
- Banca d'Italia (1988)
 
 Programmi per la RAI: Danze di Savana, Danze delle Coste Africane, Concerto sinfonico musica nuova a Palermo, Un'ora per voi, Appuntamento a venerdì, Festival Mandorlo in Fiore (1967-68-69), Concerto banda dei carabinieri, Etnologia (13 puntate), Scuola aperta (2 servizi) Appuntamento scritto, filmato e disegnato... con i ragazzi (20 puntate), 30 minuti giovani (regia da studio e servizi filmati), Regie da studio e in diretta: Linea verde (condotto da Federico Fazzuoli), Il sabato dello zecchino, trasmesso dall'Antonino di Bologna

Per la televisione tedesca:
La risposta della Chiesa di Roma: I Gesuiti (1h e 30')
Per la televisione canadese:
L'odissea del restauro (coautore con Folco Quilici)
Edizione italiana di programmi stranieri:
I discendenti (1966, 3 puntate)
Regie rubriche per la RAI:
Il mistero dell'isola di Pasqua,
I grandi viaggi con la piroga,
il duomo in pericolo,
il petrolio nel mare,
Ricordo della Pasqua,
Incontro con il Presidente della Corte Costituzionale,
Quanto pesce ancora nel Mediterraneo,
Il piccolo storico,
Anniversario della firma del Trattato di pace,
La Resistenza in Francia (2 puntate),
Tecniche della dittatura (2 puntate),
La ricerca delle fonti del Nilo (6 puntate),
La lunga pace (8 trasmissioni),
Minibasket (11 trasmissioni),
Guerra segreta nello Yemen,
La cultura nel Meridione (3 trasmissioni),
Popoli primitivi (10 puntate),
Vita in Medio oriente (7 puntate),
Scuola a tempo pieno,
Scelta dei libri,
Biochimica della cellula,
Aspetti della vita indiana,
Trent'anni della nostra storia: Trieste oggi.
Fonti:
racconti diretti e documenti autografi di Ezio Pecora; Ezio Pecora: una passione per il cinema, a cura di Paolo Micalizzi, Comune di Ferrara 1999. 
Altri riferimenti in: http://rivista.fondazionecarife.it/it/2006/item/28-documentare-per-immagini/28-documentare-per-immagini